# Corinna Panzeriová
Corinna Panzeriová (* 27. září 1971 Milán, Itálie) je bývalá italská sportovní šermířka, která se specializovala na šerm kordem. Itálii reprezentovala v devadesátých letech. V roce 1994 obsadila třetí místo na mistrovství světa v soutěži jednotlivkyň. S italským družstvem kordistek vybojovala v roce 1992 třetí místo na mistrovství světa.